# Ohiowa
Ohiowa és una població dels Estats Units a l'estat de Nebraska. Segons el cens del 2000 tenia 142 habitants.

## Demografia
Segons el cens del 2000, Ohiowa tenia 142 habitants, 69 habitatges, i 34 famílies. La densitat de població era de 219,3 habitants per km².
Dels 69 habitatges en un 18,8% hi vivien nens de menys de 18 anys, en un 42% hi vivien parelles casades, en un 7,2% dones solteres, i en un 50,7% no eren unitats familiars. En el 46,4% dels habitatges hi vivien persones soles el 30,4% de les quals corresponia a persones de 65 anys o més que vivien soles. El nombre mitjà de persones vivint en cada habitatge era de 2,06 i el nombre mitjà de persones que vivien en cada família era de 2,97.
Per edats la població es repartia de la següent manera: un 19% tenia menys de 18 anys, un 6,3% entre 18 i 24, un 26,1% entre 25 i 44, un 19% de 45 a 60 i un 29,6% 65 anys o més.
L'edat mediana era de 44 anys. Per cada 100 dones de 18 o més anys hi havia 76,9 homes.
La renda mediana per habitatge era de 20.625 $ i la renda mediana per família de 28.125 $. Els homes tenien una renda mediana de 23.333 $ mentre que les dones 13.750 $. La renda per capita de la població era de 12.526 $. Aproximadament el 25,8% de les famílies i el 33,1% de la població estaven per davall del llindar de pobresa.

## Poblacions més properes
El següent diagrama mostra les poblacions més properes.